# السر المدفون (مسلسل)
السر المدفون هو مسلسل مغربي من إخراج ياسين فنان سنة 2020، وبطولة كل من أسامة البسطاوي، عادل أبا تراب، سناء العلوي، نادية كوندا، ناصر أقباب، سلوى زرهان، عبد الإله عاجل، سعيدة باعدي، وغيرهم. بث المسلسل طيلة شهر رمضان 2020 على  القناة الثانية.

## قصة المسلسل
تدور قصة العمل حول واقعة مقتل عمر ابن الحاج الوافي التي ستظل غامضة ومسجلة ضد مجهول أكثر من عشر سنوات. ومع عودة عثمان الصديق المفضل لعمر إلى أرض الوطن. سيقوم الحاج الوافي أب عمر بتوجيه أصابع الاتهام إليه وسيحاول بشتى الطرق تدمير عثمان وإبعاده عن حياته. ليفتح ملف القضية من جديد ويحاول مفتش الشرطة إسماعيل رفقة مساعدته لبنى كشف الستار عن القاتل الحقيقي في قالب درامي غني بالأحداث المشوقة.

## طاقم التمثيل
أسامة البسطاوي 
 عادل أبا تراب 
 سناء العلوي 
 نادية كوندا 
 سلوى زرهان 
 ناصر أقباب 
 عبد الإله عاجل 
 سعيدة باعدي 
 نعيمة إلياس 
 صالح بنصالح 
 عبد اللطيف شوقي 
 منصور بدري 
 حميد النيدر

## وصلات خارجية
- السر المدفون على موقع IMDb (الإنجليزية)
- السر المدفون على موقع قاعدة بيانات الأفلام العربية